# Paolo Calcaterra
Paolo Calcaterra va ser un mestre de clavicèmbal d'origen italià de finals de segle xviii i segle xix. Calcaterra, juntament amb Raimondo Boucheron (que estava al capdavant de la catedral de Vigevandi) van demanar permís com a mestres de capella perquè es realitzés una missa on s'interpretés la seva composició a la Chiesa di San Gottardo de Milà.

## Obres
- Sinfonia in Fa per Ochestra
- Pastorale per organo estratta dal primo pezzo di un Gloria (1860-1890)
- Introduzione con Variazioni supra due Temi Originali e Rondò Finale per Forte Piano (1820)
- Scena ed Aria (1820-1850)
- Laudate pueri|A Due Tenore e Basso|Tenore (1760-1790)
- Pastorale per organo estratta del primmo pezzo di un Gloria (1860-1890)